# Silvaseius barretoae
Silvaseius barretoae är en spindeldjursart som först beskrevs av Yoshida-Shaul och Chant 1991.  Silvaseius barretoae ingår i släktet Silvaseius och familjen Phytoseiidae. Inga underarter finns listade i Catalogue of Life.